# 숙칭
숙칭(영어: Sook Ching, 중국어 간체자: 肃清大屠杀, 정체자: 肅清大屠殺)은 제2차 세계 대전 중인 1942년에 싱가포르를 점령한 일본군이 2월 18일에서 3월 4일 사이에 싱가포르에 거주하던 중국인 화교들을 조직적으로 학살한 사건을 말한다. 숙칭 대학살 사건 이후, 학살은 말레이시아계 중국인 화교들로 확대됐다. 이 학살로 희생된 사람 수에 대해 의견이 분분한데, 일본 정부 측에서는 약 4 ~ 5천 명이 학살에 의해 희생됐다고 추산하고 있으며, 싱가포르에 거주하는 화교 측에서는 약 10여만명이 학살됐다고 추산하고 있다. 전후 학계에서는 약 2만 5천 명에서 5만 명 사이의 중국인 화교들 및 싱가포르인들이 학살된 것으로 보고 있다. '숙칭'(중국어: 肅清)의 의미는 중국어로 숙청을 의미한다.

## 같이 보기
- 제2차 세계 대전
- 싱가포르
- 일본의 전쟁 범죄